# Station Chiusa-Klausen
Station Chiusa-Klausen is een spoorwegstation aan de Brennerspoorlijn in de gemeente Klausen (Italië-Zuid-Tirol).
De stationsnaam wordt volgens de regels van Trenitalia in het Italiaans aangegeven, gevolgd door het Duits als lokale taal.